# Antônio Arroyo
João Antônio Barbosa Arroyo (Brasil, 1 de julio de 1989) es un artista marcial mixto brasileño que compite en la división de peso medio de Ultimate Fighting Championship.

## Primeros años
Tras licenciarse en empresariales y trabajar durante un año como asistente de marketing, Arroyo decidió dedicarse profesionalmente a las MMA, después de haber practicado artes marciales durante la mayor parte de su juventud.

## Carrera en artes marciales mixtas

### Carrera temprana
Comenzando su carrera en 2014, Arroyo compiló un récord de 7-2 en la escena regional brasileña, capturando el Campeonato de Peso Medio de Salvaterra Marajó Fight en el proceso. Después de esto, fue invitado al Dana White's Contender Series Brazil 1, donde ganó por decisión unánime contra Diego Henrique da Silva. Sin embargo, esta victoria no le valió un contrato con la UFC. Arroyo fue invitado de nuevo al año siguiente al Dana White's Contender Series 20, donde se enfrentó a Stephen Regman y ganó el combate por sumisión en el segundo asalto. Esta vez, Arroyo consiguió un contrato con la UFC por su actuación.

### Ultimate Fighting Championship
Se esperaba que Arroyo hiciera su debut promocional contra Kevin Holland el 16 de noviembre de 2019 en UFC Fight Night: Błachowicz vs. Jacaré. Sin embargo, a finales de septiembre, los responsables de la promoción decidieron eliminar a Holland del combate en favor de un enfrentamiento contra Brendan Allen el 18 de octubre de 2019 en UFC on ESPN 6. Se esperaba entonces que Alessio Di Chirico se enfrentara a Arroyo, sin embargo, se anunció el 24 de octubre de 2019 que Arroya iba a luchar contra André Muniz en su lugar. Arroyo perdió el combate por decisión unánime.
Arroyo estaba programado para enfrentarse a Trevin Giles el 8 de febrero de 2020 en UFC 247. Sin embargo, Arroyo se retiró un día antes del evento por problemas médicos y fue sustituido por James Krause.
Se esperaba que Arroyo se enfrentara a Andreas Michailidis en UFC Fight Night: Felder vs. dos Anjos el 14 de noviembre de 2020. Sin embargo, Michailidis se retiró el 23 de octubre por razones no reveladas y fue sustituido por Eryk Anders. En el pesaje, Anders pesó 187.5 libras, una libra y media por encima del límite de la pelea de peso medio sin título. El combate debía celebrarse en el peso acordado, y Anders fue multado con el 20% de su bolsa, que iría a parar a Arroyo. Al día siguiente, Anders se retiró del combate como consecuencia del corte de peso y el combate se canceló.
Arroyo, como reemplazo de Antônio Braga Neto, se enfrentó a Deron Winn el 19 de diciembre de 2020 en UFC Fight Night: Thompson vs. Neal en un peso acordado de 196 libras. Arroyo perdió el combate por decisión unánime.
Arroyo estaba programado para enfrentarse a Tom Breese el 5 de junio de 2021 en UFC Fight Night: Rozenstruik vs. Sakai. Sin embargo, el combate se cancelaría unas horas antes de celebrarse debido a los problemas médicos sufridos por Breese.
Arroyo se enfrentó a Joaquin Buckley el 18 de septiembre de 2021 en UFC Fight Night: Smith vs. Spann. Perdió el combate por nocaut en el tercer asalto.

## Campeonatos y logros

### Artes marciales mixtas
- Salvaterra Marajó Fight
  - Campeonato de Peso Medio de SMF (una vez)

## Récord en artes marciales mixtas
| Resultado | Récord | Oponente         | Método                                     | Evento                                 | Fecha                    | Ronda | Tiempo | Localización        | Notas                                            |
| --------- | ------ | ---------------- | ------------------------------------------ | -------------------------------------- | ------------------------ | ----- | ------ | ------------------- | ------------------------------------------------ |
| Derrota   | 9-5    | Joaquin Buckley  | KO (puñetazos)                             | UFC Fight Night: Smith vs. Spann       | 18 de septiembre de 2021 | 3     | 2:26   | Las Vegas, Nevada   |                                                  |
| Derrota   | 9-4    | Deron Winn       | Decisión (unánime)                         | UFC Fight Night: Thompson vs. Neal     | 19 de diciembre de 2020  | 3     | 5:00   | Las Vegas, Nevada   | Combate de peso acordado (195 libras).           |
| Derrota   | 9-3    | André Muniz      | Decisión (unánime)                         | UFC Fight Night: Błachowicz vs. Jacaré | 16 de noviembre de 2019  | 3     | 5:00   | São Paulo           |                                                  |
| Victoria  | 9-2    | Stephen Regman   | Sumisión (estrangulamiento del brazo)      | Dana White's Contender Series 20       | 16 de julio de 2019      | 2     | 3:31   | Las Vegas, Nevada   |                                                  |
| Victoria  | 8-2    | Diego Henrique   | Decisión (unánime)                         | Dana White's Contender Series Brazil 1 | 10 de agosto de 2018     | 3     | 5:00   | Las Vegas, Nevada   |                                                  |
| Victoria  | 7-2    | Adriano Miranda  | Sumisión (estrangulamiento por detrás)     | Salvaterra Marajó Fight 8              | 12 de julio de 2018      | 1     | 3:03   | Salvaterra          | Ganó el vacante Campeonato de Peso Medio de SMF. |
| Victoria  | 6-2    | Antônio Soares   | KO (patada al cuerpo)                      | Pará Fight 1                           | 10 de marzo de 2018      | 1     | 1:54   | Belém               |                                                  |
| Victoria  | 5-2    | Trevor Carlson   | KO (rodillazo)                             | Fierce FC 6                            | 30 de septiembre de 2017 | 1     | 0:19   | Tooele, Utah        | Regreso al peso medio.                           |
| Derrota   | 4-2    | Herdem Alacabek  | Sumisión (estrangulamiento por detrás)     | LFA 13                                 | 2 de junio de 2017       | 1     | 3:51   | Burbank, California | Debut en el peso semipesado.                     |
| Victoria  | 4-1    | Felipe Oliveira  | Sumisión (estrangulamiento del brazo)      | Marajo Open Fight 2                    | 10 de noviembre de 2016  | 1     | 2:07   | Soure               |                                                  |
| Derrota   | 3-1    | Brendson Ribeiro | Sumisión (estrangulamiento por guillotina) | Revelation Fighting Championship 2     | 13 de noviembre de 2015  | 1     | 3:59   | Belém               |                                                  |
| Victoria  | 3-0    | Ailton da Silva  | KO (patada en la cabeza)                   | Fusao de Artes Marciais 5              | 26 de septiembre de 2015 | 1     | 2:37   | Soure               |                                                  |
| Victoria  | 2-0    | Pedro Henrique   | Sumisión (estrangulamiento del brazo)      | Jurunense Open Fight MMA 8             | 25 de septiembre de 2014 | 1     | 3:34   | Belém               |                                                  |
| Victoria  | 1-0    | Gabriel Batalha  | TKO (puñetazos)                            | Fusao de Artes Marciais 3              | 17 de julio de 2014      | 1     | 0:58   | Soure               |                                                  |